# 도시 기후 리더십 그룹

도시 기후 리더십 그룹(Cities Climate leadership group, C40)은 세계온실가스 80% 이상을 배출하고 있는 대도시들이 기후변화에 적극 대응하기 위해 2005년 발족시킨 세계 대도시 협의체로, 런던·뉴욕·파리 등 40개 정회원 도시와 16개 협력회원 도시로 구성되었다. 1차 회의는 2005년 런던에서, 2차 회의는 2007년 뉴욕에서 개최되었으며, 제3차 C40 정상회의는 2009년 5월 18일부터 5월 21일까지 서울 신라 호텔에서 개최되었다. 빌 클린턴 전 미국 대통령이 연사로 참석하였다.

## 역사
- 2005년 10월 : 케네스 리빙스턴 전 런던시장의 제안에 따라 기후에 대응하는 대도시 그룹(Large Cities Climate Leadership Group)이라는 이름으로 결성. 세계의 18개 대도시의 대표자가 런던에 모여 제1차 총회 개최.
- 2006년 8월 : 클린턴 재단 (en)과 파트너십 체결, C40으로 개칭.
- 2007년 5월 : 뉴욕에서 제2차 총회 개최. 51개 도시 참가.
- 2009년 5월 18일∼21일 : 서울에서 제3차 총회 개최.

## 회의별 주요 의제

### 제1차 정상회의 (2005년, 런던)
- 기후변화 대응을 위한 도시간 협력 체제구축 합의
- 기후변화 대응 기술혁신 및 상업화 진흥전략 추진(저탄소 배출 실행 전략)

### 제2차 정상회의 (2007년, 뉴욕)
- 건물에너지합리화사업(Building Retrofit Initiative) 추진
- 세계 주요 대도시간 기후변화 관련 정책 및 경험 상호교환
- 기후변화 대응 공동선언문 및 사업계획 채택

### 제3차 정상회의 (2009년, 서울)
- 저탄소도시 - 어떻게 달성할 것인가?
- 기후변화와 경제, 기후변화 적응 등
- '온실가스 감축방향과 공동대응을 위한 서울선언문' 발표

## 회원 도시
C40의 대륙별 정회원 도시와 협력회원 도시는 다음과 같다.

### 정회원 도시
- 아시아 (12) : 델리, 다카, 도쿄, 뭄바이, 방콕, 베이징, 상하이, 서울, 자카르타, 카라치, 하노이, 홍콩
- 남·북아메리카 (13) : 뉴욕, 로스앤젤레스, 리마, 리우데자네이루, 멕시코시티, 보고타, 부에노스아이레스, 상파울로, 시카고, 카라카스, 토론토, 필라델피아, 휴스턴
- 유럽 (9) : 런던, 로마, 마드리드, 모스크바, 바르샤바, 베를린, 아테네, 이스탄불, 파리
- 아프리카 (4) : 라고스, 아디스아바바, 요하네스버그, 카이로
- 오세아니아 (2) : 멜버른, 시드니

### 협력회원 도시
- 아시아 (2) : 창원, 요코하마
- 남·북아메리카 (7) : 오스틴, 쿠리치바, 뉴올리언스, 포틀랜드, 솔트레이크시티, 샌프란시스코, 시애틀
- 유럽 (7) : 암스테르담, 바르셀로나, 코펜하겐, 하이델베르크, 로테르담, 스톡홀름, 바젤

## 같이 보기
- 기후변화 적응
- 기후변화 완화
- 에너지 절약
- 자치단체국제환경협의회
- 재생 가능 에너지
- 세계지방정부연합
- 세계 에너지 공급 및 소비